# Baichung Bhutia
Baichung Bhutia (ur. 15 grudnia 1976 w Tinkitam, Sikkim) – indyjski piłkarz, grający na pozycji napastnika.
Bhutia rozpoczął swoją zawodową karierę w 1993 roku. Właśnie wtedy został zawodnikiem klubu East Bengal Club. Po dwóch latach przeszedł do JCT Mills. W 1996 roku został wybrany najlepszym piłkarzem indyjskim roku. W 1997 Bhutia powrócił do East Bengal Club i w sezonie 1998/1999 był kapitanem tej drużyny. W 1999 roku Bhutia znowu zmienił barwy klubowe. Tym razem wyjechał do Anglii i grał dla Bury, gdzie przez trzy lata rozegrał 37 meczów i zdobył 3 gole. W 2002 roku został zawodnikiem zespołu Mohun Bagan AC, z którego odszedł już w 2003, kiedy to po raz drugi powrócił do East Bengal Club. W 2006 roku został wypożyczony do Perak FA i w tym samym roku został zawodnikiem Mohun Bagan AC. Następnie ponownie powrócił do East Bengal Club. W 2011 roku przeszedł do United Sikkim FC.
W indyjskiej reprezentacji Bhutia zadebiutował w 1995 roku. Do tej pory rozegrał on dla niej ponad 100 meczów i zdobył 43 bramki. Jest rekordzistą reprezentacji zarówno pod względem występów jak i liczby zdobytych bramek. Obecnie pełni funkcję kapitana drużyny narodowej.
W roku 1998 został laureatem nagrody Arjuna Award, a 2008 został wyróżniony Orderem Padma Shri.